# Переводчик

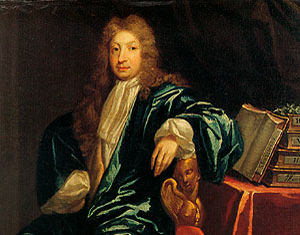
Джон Драйден, английский поэт, литературный критик, переводчик и драматург

Перево́дчик — специалист, занимающийся переводом, то есть созданием письменного или устного текста на определённом языке (называемом языком перевода), эквивалентного письменному или устному тексту на другом языке (языке-источнике).
В современную эпоху такой специалист обычно должен иметь профильное высшее образование; это может быть высшее переводческое образование или более широкое филологическое образование, а для выполнения отраслевых (экономических, юридических, технических, медицинских и пр.) переводов могут привлекаться люди с образованием в соответствующей отрасли человеческой деятельности — экономисты, юристы, инженеры, врачи, машинисты, имеющие и достаточную языковую и переводческую подготовку, которая может быть получена в рамках их высшего образования и курсов подготовки переводчиков в сфере профессиональной коммуникации.
Переводчик художественной литературы должен являться и обычно является художником слова (прозаиком, поэтом) на своем родном языке, создавая наряду с художественными переводами и собственные оригинальные литературные произведения. Он может иметь языковое, литературное, литературоведческое образование.
Профессиональный переводчик в своей деятельности опирается на теоретические и практические достижения целого ряда научных дисциплин. К ним относятся языкознание, в том числе сравнительное (сопоставительное (лингвистическая компаративистика)); переводоведение с общей теорией перевода между языками и частными теориями перевода между языками конкретной пары языков. Отраслевые переводчики должны достаточно хорошо представлять себе область функционирования переводимого текста (соответствующий тексту раздел медицины, техники, юриспруденции и пр.) и принятую в ней терминологию на обоих языках, а также владеть принятыми способами научно-технического перевода, также отражёнными в специальной научно-методической литературе. Художественные переводчики в целом опираются на достижения литературоведения, в том числе сравнительного (литературоведческой компаративистики), а переводчики стихов — на работы в области стиховедения.
Переводчики с конца XX века имеют возможность для повышения производительности пользоваться электронными системами автоматизированного и автоматического перевода, редактируя выданные компьютерными программами результаты.

## Переводчики — люди и компьютерные программы
В конце XX века и в первое десятилетие XXI века появились общедоступные компьютерные программы и веб-сайты — системы автоматического перевода, которые в обиходе стали называть программами-переводчиками, и это название часто сокращается до «переводчик». В настоящей статье рассматриваются аспекты работы переводчиков-людей. О программах-переводчиках см. Системы автоматического перевода.

## Истоки профессии переводчика
В связи с древностью межплеменных, межнациональных, межкультурных и межгосударственных контактов и различиями между языками различных народов потребность в переводах существует очень давно, однако функции переводчиков в истории могли выполняться людьми и до появления официального переводческого образования. Для этого от них требовалось одновременное владение в той или иной степени как языком-источником, так и языком перевода, что не является редкостью на территориях активных межъязыковых контактов. В современную эпоху в связи с глубокой специализацией многих отраслей человеческой деятельности специализированные переводы могут выполняться людьми, получившими изначально не переводческое или более широкое лингвистическое образование, а подготовку в рамках технической, медицинской или нефилологической гуманитарной сферы со знанием своей терминообласти и другого языка.
Научные теории в области перевода и практические рекомендации для переводчиков разрабатывает такая отрасль языкознания (лингвистики) как переводоведение. Оно занимается как общей теорией перевода между любыми языками, исследующей возможности адекватного источнику донесения смысла исходного текста вопреки различиям в структурах языков, так и частными теориями перевода — особенностями перевода между языками конкретной пары (например, англо-русский и русско-английский перевод).
Перевод в рамках одной и той же терминообласти может быть устным или письменным, и переводчики помимо терминологической специализации могут специализироваться в качестве устных или письменных.

## Переводчики в Древней Руси
Первые упоминания о переводчиках в Древней Руси встречаются во многих источниках, где они именуются толмачами.
Славянское, русское *tъlmačь является древним заимствованием из тюркских языков: кыпчакский tylmač, казахский tilmäš, алтайский tilmäč, турецкий dilmač, уйгурский tilmäži (см. Радлов 3, 1091, 1390, 1770), Юркянкаллио, Studiа Orientalia, Хельсинки, 1952, 17, I и сл.; Мi. ЕW 369; ТЕl. 2, 177; Младенов 644, Менгес (Oriental Еlеm. 52). Корень тюркского слова til, dil — язык. Тесное соседство русских княжеств с тюркскими племенами (кипчаками), а затем период вассальной зависимости от Золотой Орды вызвали необходимость в значительном количестве переводчиков с тюркского языка. Более того, появилась и официальная должность толмача.

## Работа устных переводчиков
Устный перевод (англ. (oral) interpreting) обычно не является переводом художественных произведений, а используется при ведении деловых или политических переговоров, а также совещаний, конференций (англ. conference interpreting). Он может быть последовательным, синхронным или шушутаж.

### Последовательный устный перевод
Последовательный перевод производится после произнесения переводимым оратором каждого предложения или сверхфразового единства (периода, соответствующего на письме абзацу). При этом переводчик может пользоваться либо заранее предоставленным ему полным текстом выступления, либо собственным конспектом речи оратора, при составлении которого он может пользоваться особой разновидностью стенографии — переводческой скорописью. Последовательный перевод может требовать от переводчика хорошего запоминания текста оригинала в случаях отсутствия предварительно данного ему текста выступления, а оратор для достижения результата своего выступления должен подстраиваться под возможности переводчика по пониманию речи выступающего и запоминанию или конспектированию её отрезков.

### Синхронный устный перевод
Синхронный устный перевод производится с минимальной задержкой по времени по отношению к переводимым словам оратора и требует значительного интеллектуального напряжения переводчика, которому одновременно приходится вслушиваться в слова переводимого, мысленно их переводить (часто без опоры на письменный текст), ясно формулировать мысль на языке перевода и четко произносить переведенный текст.
Устные переводчики, в частности — переводчики-синхронисты могут находиться на мероприятиях рядом с выступающими, но на больших мероприятиях, таких как Генеральная ассамблея ООН, они работают в отдельных кабинках. На крупных многосторонних мероприятиях перевод одного выступления может одновременно производиться на несколько языков, для чего привлекаются переводчики на эти языки. При участии, как в случаях мероприятий ООН, носителей нескольких десятков или сотен различных языков для обеспечения таких мероприятий используются не все, а наиболее распространенные из языков, известных участникам. На эти рабочие языки мероприятия (языки-посредники) и осуществляется перевод как устных выступлений, так и письменной документации.

## Работа письменного переводчика
Труд письменного переводчика (англ. (written) translation) может касаться самых разных сфер деятельности. Традиционно письменные переводчики занимались текстами политических и торговых соглашений между государствами. Современные письменные переводчики могут работать как в общественно-политической, коммерческой, технической, финансовой, медицинской сферах, так и в области художественного творчества — перевода прозы или поэзии.

### Отраслевой (технический, медицинский и пр.) и деловой перевод
Для перевода нехудожественных текстов переводчик обычно должен быть знаком не только с терминологией их предметной области на обоих языках, но и с принятой в обеих культурах структурой оформления текстов определённых документов (паспортов, дипломов, чертежей, банковских документов и пр).
В знакомстве с предметной областью ему помогает специализированная учебная, научная и техническая литература по ней, а также одноязычные толковые словари и справочники и дву- и многоязычные словари для перевода.
Ускорить перевод могут специализированные компьютерные программы — системы автоматического (машинного) перевода, а перевод однотипных текстов и/или текстов с повторяющейся терминологией — и системы автоматизированного перевода (англ. computer-assisted (или aided) translation (CAT) tools, накопители памяти переводов (англ. translation memory software)).

### Художественный перевод
Переводчики художественных прозаических или поэтических текстов обычно сами являются писателями и поэтами на своем родном языке и владеют близкой переводимому автору манерой выражения. Обычно перевод производится на родной язык переводчика, так как он им лучше владеет.
Российская школа художественного и особенно поэтического перевода получила большое развитие в XX веке. Переводами произведений зарубежных поэтов занимались многие известные и выдающиеся русскоязычные поэты — Бальмонт, Брюсов, Пастернак, Цветаева, Маршак, Чуковский. Частично этот расцвет поэтического перевода был связан с трудностями, которые испытывали при попытках издать свои собственные стихи большие поэты, жившие в Советском Союзе, но писавшие свои произведения не в одобряемой официальными критиками манере. В первой половине XIX веке русские поэты (Николай Гнедич, Василий Жуковский) прославились переводами античных авторов (поэмы Гомера «Илиада», «Одиссея»), но тот же Жуковский и другие поэты романтической школы, возникшей под влиянием западноевропейского романтизма, активно занимались и переводами близких им по духу своих западноевропейских современников, обогащая русскую литературу новыми общественно-политическими идеями, поэтическими формами и оборотами речи. Иногда популяризация и влияние идей переводимого автора были настолько значительными, что вдохновленным ими русским поэтам приходилось особо оговаривать свои отличия, свою самостоятельность (ср. «Нет, я не Байрон, я другой» Михаила Лермонтова). И наоборот, некоторые собственные вольнолюбивые стихи могли писаться в эпоху цензуры русскими поэтами как бы от имени их зарубежных коллег или в подражание им для обхода цензурных ограничений на выражение таких идей (например, «Из Пиндемонти» Пушкина, «Молитва Франсуа Вийона» Булата Окуджавы).
Художественный переводчик — чаще поэт — иногда может не владеть в значительной мере языком текста оригинала, а переводить по подстрочнику (комментированному буквальному переводу), составленному каким-либо знатоком обоих языков — в частности, двуязычным автором оригинала, как в случае переводов в советское время на русский язык поэзии других народов СССР.

## Профессиональный праздник переводчиков
Профессиональный праздник устных и письменных переводчиков, Международный день переводчика, отмечается 30 сентября. Он установлен в день христианского западноевропейского переводчика Библии святого Иеронима.

## История и современное положение профессии
В современной России, как и во всем мире, сформировалась новая прослойка переводчиков:

Переводчик-фрилансер — самозанятый специалист, чья основная деятельность направлена на получение дохода от оказания услуг по переводу. Взаимодействует как напрямую с заказчиками, так и через посредников (бюро переводов, аутсорсинговые компании).
В приказной системе России XVII века различались понятия переводчика и толмача: первые специализировались, как правило, на переводе письменной речи; вторые — устной.

## Специализация переводчиков
- Устные переводчики
- Переводчики-синхронисты
- Письменные переводчики
- Аудиовизуальные переводчики
- Технические переводчики
- Юридические переводчики
- Переводчики художественной литературы
- Референты-переводчики
- Переводчики жестового языка